# Movares
Movares (ehemals Holland Railconsult) ist ein Beratungsunternehmen und Ingenieurbüro in den Niederlanden, das sich auf die Bereiche Infrastruktur, Mobilität sowie Energie und Wasser ausgerichtet hat. Die Mitarbeiter des Ingenieurbüros besitzen 70 Prozent der Unternehmensanteile.
studioSK ist die Architektur- und Entwurfsabteilung von Movares, die als Team aus mehreren Architekten zusammengestellt und u. a. für die Architektur der Bahnhöfe Nijmegen Lent und Westervoort verantwortlich gewesen ist.

## Geschichte
Im Jahre 1990 spezialisierte man das firmeneigene Ingenieurbüro der Nederlandse Spoorwegen. Nach fünf Jahren wurde die Ingenieurabteilung 1995 ausgelagert und als selbständiges Tochterunternehmen unter dem Namen Holland Railconsult gegründet. 2001 verkauften die Nederlandse Spoorwegen das Unternehmen, woraufhin ein Management-Buy-out stattfand. In den folgenden Jahren entwickelte sich Holland Railconsult stark und erweiterte seinen Aufgabenbereich. Daher wurde der Name am 1. Mai 2006 in Movares umgeändert.

## Projekte (Auswahl)
- Hoekse Lijn: Inspektion und Unterhalt der unbenutzten Streckenabschnitte
- Eisenbahnbrücke von Vleuten: Errichtung einer zweiten, zusätzlichen Eisenbahnbrücke an der Bahnstrecke Utrecht–Rotterdam
- Bahnhof Utrecht Centraal: Entwurf des neuen Bahnhofsgebäudes in Kooperation mit Benthem Crouwel
- Bahnhof Amsterdam Sloterdijk: Bau der Gleise am Hemboog am Bahnhof Amsterdam Sloterdijk
- IJmeerbrücke: Bau einer Brücke über das IJmeer zwischen Almere und Amsterdam
- Bahnhof Helmond: Entwicklung des Bahnhofsplatzes
- Bahnstrecke Zwolle–Almelo: Elektrifizierung des Streckenabschnittes Zwolle–Wierden

## Bilder

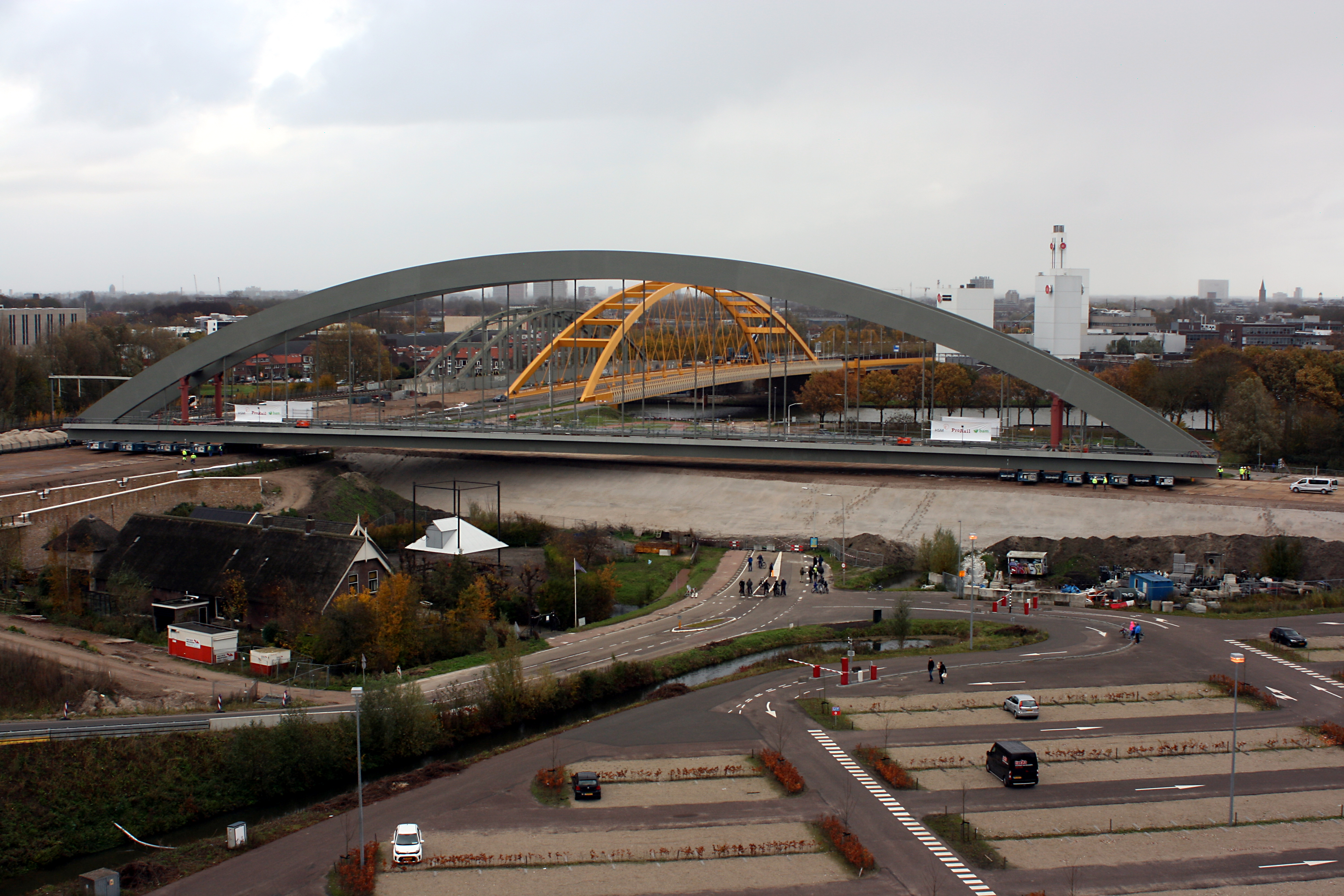
Die zweite Eisenbahnbrücke in der Nähe vom Bahnhof Utrecht Leidsche Rijn
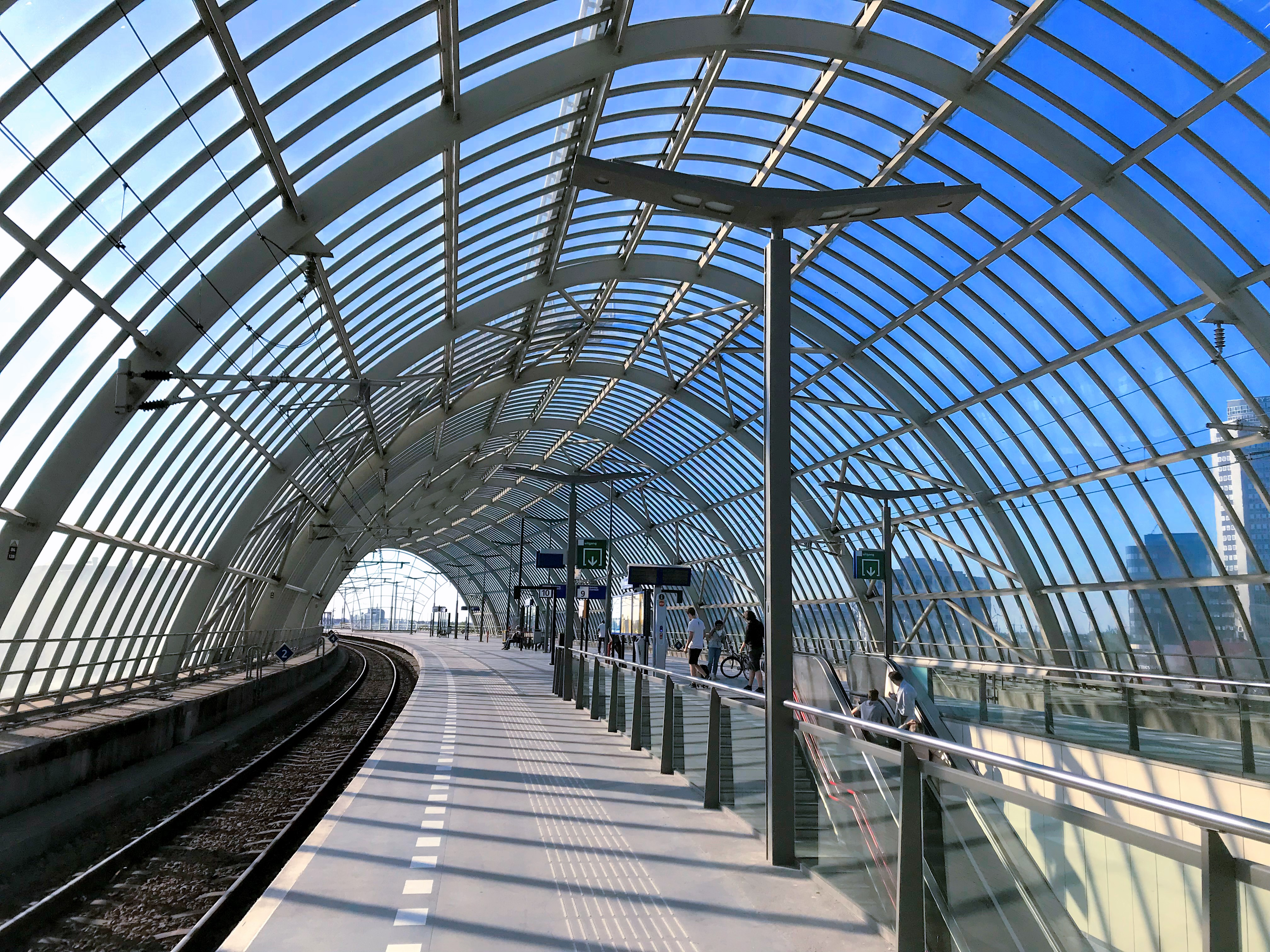
Gleise 9 und 10 des Bahnhofs Amsterdam Sloterdijk
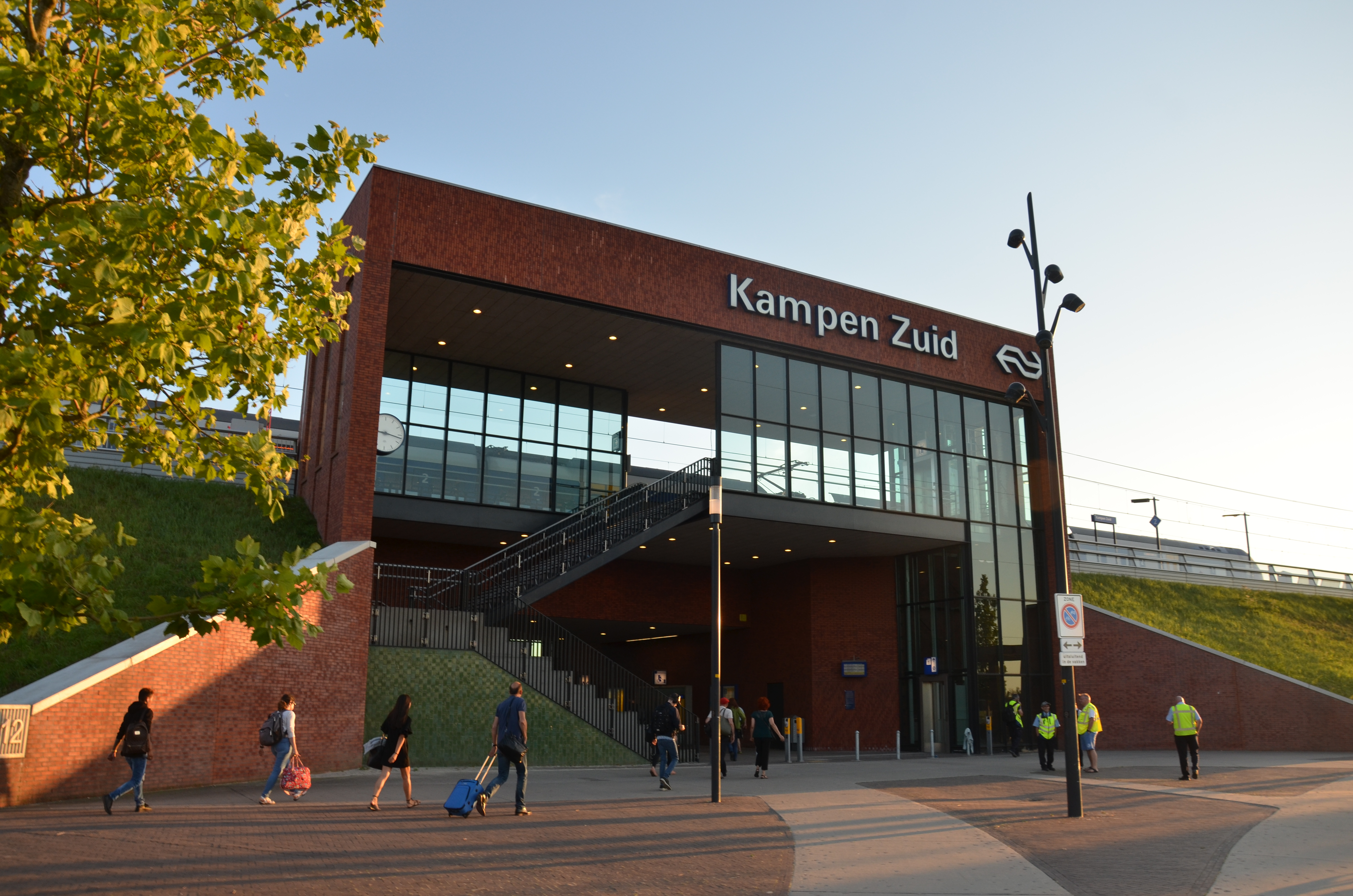
Der Bahnhof Kampen Zuid
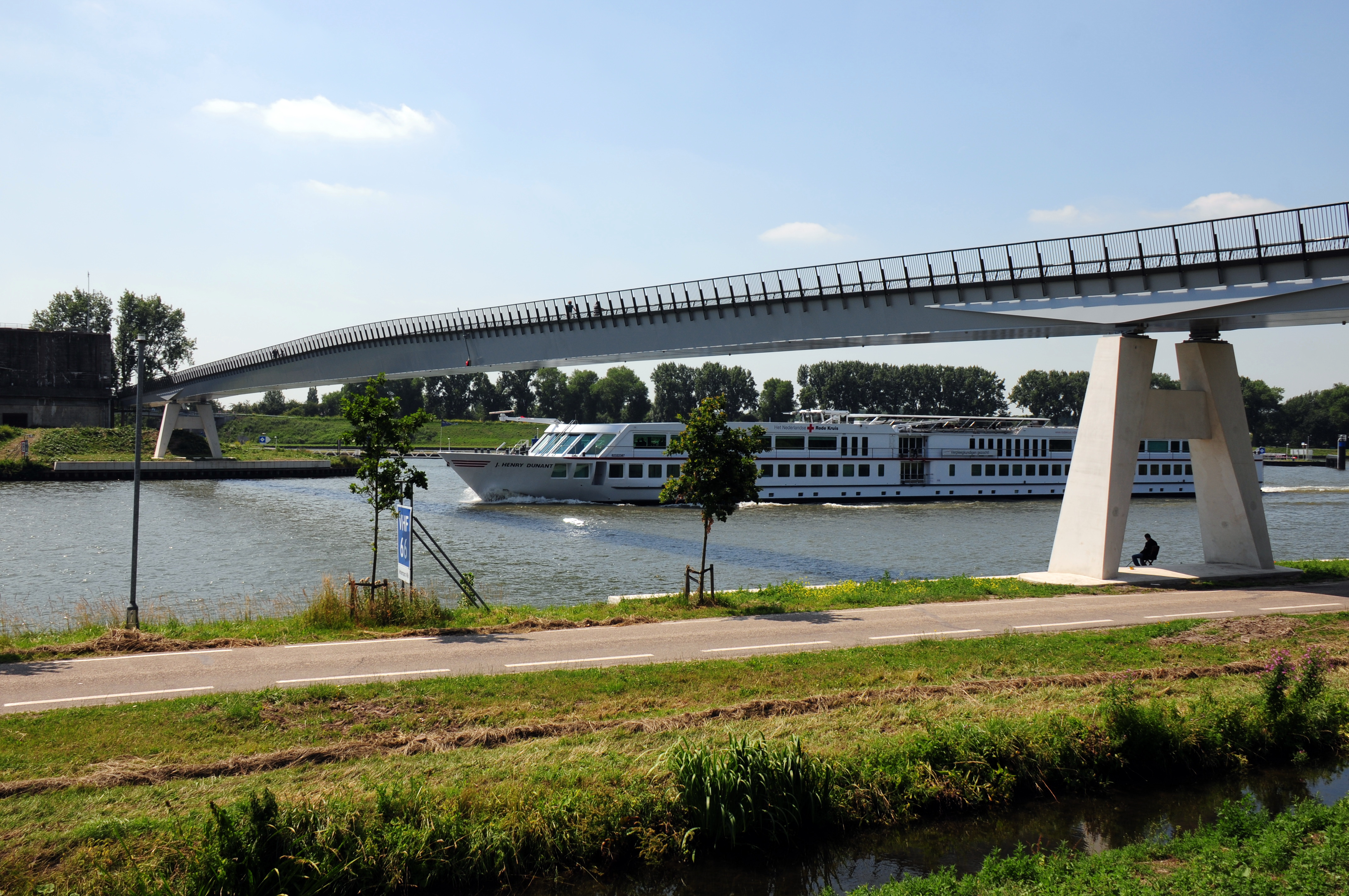
Die neugebaute Heemstederbrücke
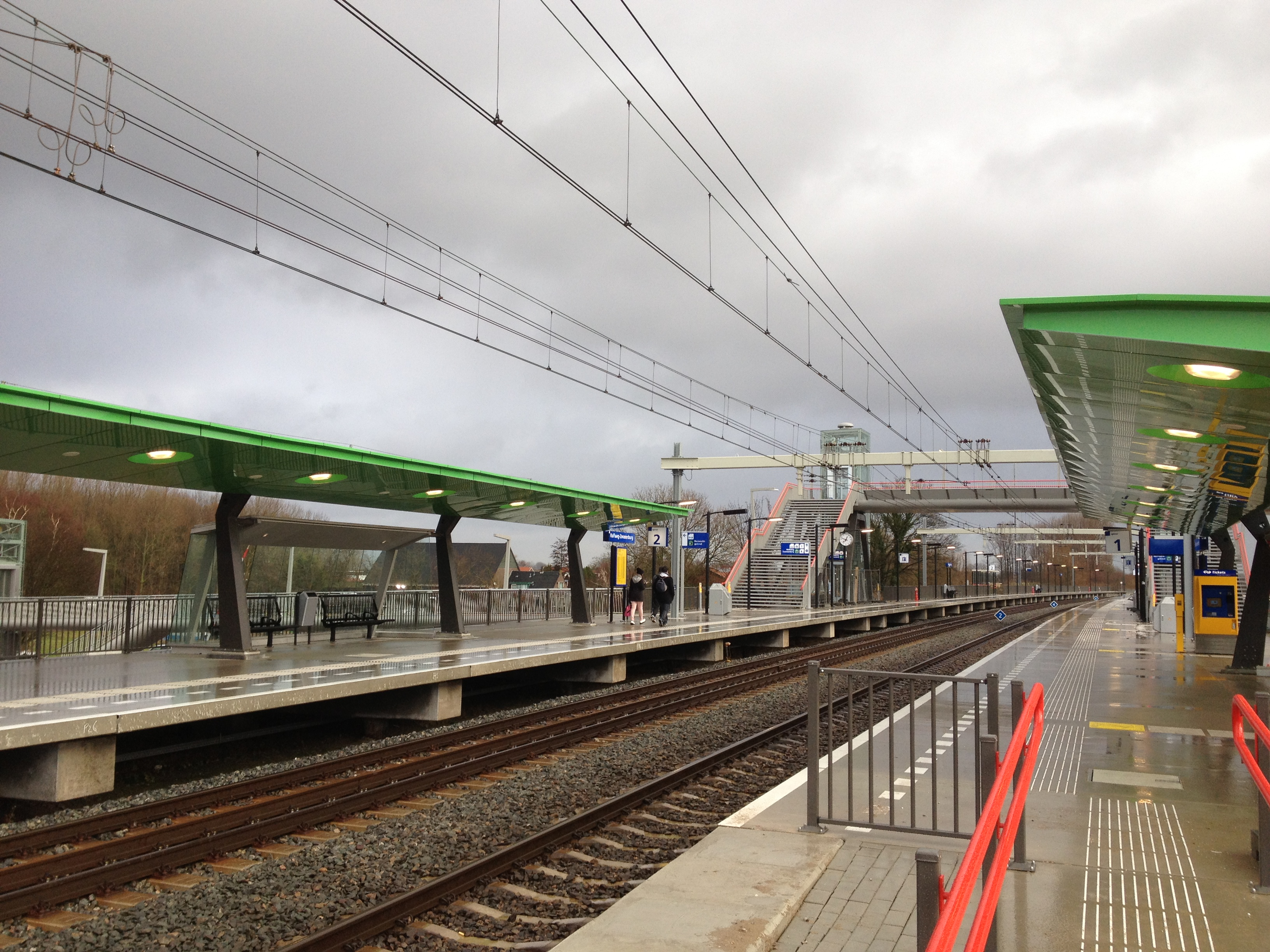
Der Bahnhof Halfweg-Zwanenburg